# Volta a Catalunya de 1950
La Volta a Catalunya de 1950 fou la trentena edició de la Volta a Catalunya. La prova es disputà en 9 etapes entre el 17 i el 24 de setembre de 1950, amb un total de 1.320 km. El vencedor final fou el mallorquí Antoni Gelabert, per davant de Josep Serra, i Francesc Masip.
En aquesta edició no hi ha cap contrarellotge. La primera i segona etapes es disputen al mateix dia, al matí per Montjuïc, amb diversos pasos puntuables de muntanya per l'alt de Montjuic i a la tarda fins a Vilanova i la Geltrú. L'etapa més llarga és la cinquena, entre Reus i Andorra la Vella, amb 263 km, en la qual es passa per coll de Lilla. Els altres ports puntuables per a la muntanya són l'alt de les Guilleries, en la 7a etapa i el de Montserrat i novament Montjuïc en la 9a i darrera etapa. 84 ciclistes van prendre la sortida.
S'estableixen bonificacions d'un minut pel vencedor d'etapa, 40 segons pel segon i 20 pel tercer. També hi ha bonificacions al gran premi de la muntanya: 40, 20 i 10 segons pel primer, segon i tercer respectivament.

## Etapes
| Etapa | Data           | Recorregut                       | km    | Guanyador                | Líder                 |
| ----- | -------------- | -------------------------------- | ----- | ------------------------ | --------------------- |
| 1a    | 17 de setembre | Montjuïc - Montjuïc              | 46,0  | Antoni Gelabert (ESP)    | Antoni Gelabert (ESP) |
| 2a    | 17 de setembre | Barcelona - Vilanova i la Geltrú | 47,0  | Frans Loyaerts (BEL)     | Antoni Gelabert (ESP) |
| 3a    | 18 de setembre | Vilanova i la Geltrú - Tortosa   | 140,0 | Mario Ricci (ITA)        | Antoni Gelabert (ESP) |
| 4a    | 19 de setembre | Tortosa - Reus                   | 119,0 | Désiré Keteleer (BEL)    | Antoni Gelabert (ESP) |
| 5a    | 20 de setembre | Reus - Andorra (AND)             | 263,0 | Bernardo Ruiz (ESP)      | Antoni Gelabert (ESP) |
| 6a    | 21 de setembre | Andorra (AND) - Manresa          | 209,0 | Danilo Barozzi (ITA)     | Antoni Gelabert (ESP) |
| 7a    | 22 de setembre | Manresa - Figueres               | 208,0 | Antoni Gelabert (ESP)    | Antoni Gelabert (ESP) |
| 8a    | 23 de setembre | Figueres - Terrassa              | 150,0 | Dalmacio Langarica (ESP) | Antoni Gelabert (ESP) |
| 9a    | 24 de setembre | Terrassa - Barcelona             | 139,0 | Josep Serra (ESP)        | Antoni Gelabert (ESP) |

### Etapa 1 Barcelona - Barcelona. 46,0 km
|   | Ciclista        | Equip          | Temps      |
| - | --------------- | -------------- | ---------- |
| 1 | Antoni Gelabert | Chalis-Bertola | 1h 12' 40" |
| 2 | Emile Rol       | Berkel         | m. t.      |
| 3 | Joan Bibiloni   | U.C. Terrassa  | m. t.      |

|   | Ciclista        | Equip          | Temps      |
| - | --------------- | -------------- | ---------- |
| 1 | Antoni Gelabert | Chalis-Bertola | 1h 12' 40" |
| 2 | Emile Rol       | Berkel         | m. t.      |
| 3 | Joan Bibiloni   | U.C. Terrassa  | m. t.      |

### Etapa 2. Barcelona - Vilanova i la Geltrú. 47,0 km
|   | Ciclista        | Equip           | Temps      |
| - | --------------- | --------------- | ---------- |
| 1 | Frans Loyaerts  |                 | 1h 06' 55" |
| 2 | Joaquim Olmos   | U.C. Hospitalet | m. t.      |
| 3 | Désiré Keteleer |                 | m. t.      |

|   | Ciclista        | Equip           | Temps      |
| - | --------------- | --------------- | ---------- |
| 1 | Antoni Gelabert | Chalis-Bertola  | 2h 16' 40" |
| 2 | Joaquim Olmos   | U.C. Hospitalet | + 01' 00"  |
| 3 | Emile Rol       | Berkel          | + 01' 00"  |

### Etapa 3. Vilanova i la Geltrú - Tortosa. 140,0 km
|   | Ciclista        | Equip               | Temps      |
| - | --------------- | ------------------- | ---------- |
| 1 | Mario Ricci     | Fútbol de Sobremesa | 3h 47' 14" |
| 2 | Frans Loyaerts  |                     | m. t.      |
| 3 | Désiré Keteleer |                     | + 03"      |

|   | Ciclista        | Equip               | Temps      |
| - | --------------- | ------------------- | ---------- |
| 1 | Antoni Gelabert | Chalis-Bertola      | 6h 05' 09" |
| 2 | Mario Ricci     | Fútbol de Sobremesa | + 40"      |
| 3 | Emile Rol       | Berkel              | + 01' 00"  |

### Etapa 4. Tortosa - Reus. 119,0 km
|   | Ciclista        | Equip          | Temps      |
| - | --------------- | -------------- | ---------- |
| 1 | Désiré Keteleer |                | 1h 46' 45" |
| 2 | Francesc Massip | C.C. Barcelona | + 23"      |
| 3 | Antoni Gelabert | Chalis-Bertola | m. t.      |

|   | Ciclista        | Equip               | Temps      |
| - | --------------- | ------------------- | ---------- |
| 1 | Antoni Gelabert | Chalis-Bertola      | 9h 23' 55" |
| 2 | Désiré Keteleer |                     | + 10"      |
| 3 | Mario Ricci     | Fútbol de Sobremesa | + 01' 00"  |

### Etapa 5. Reus - Andorra la Vella. 263,0 km
|   | Ciclista        | Equip               | Temps      |
| - | --------------- | ------------------- | ---------- |
| 1 | Bernardo Ruiz   | Chalis-Bertola      | 5h 44' 20" |
| 2 | Antoni Gelabert | Chalis-Bertola      | + 06"      |
| 3 | Danilo Barozzi  | Fútbol de Sobremesa | + 17"      |

|   | Ciclista        | Equip          | Temps       |
| - | --------------- | -------------- | ----------- |
| 1 | Antoni Gelabert | Chalis-Bertola | 17h 46' 30" |
| 2 | Bernardo Ruiz   | Chalis-Bertola | + 01' 30"   |
| 3 | Francesc Massip | C.C. Barcelona | + 02' 21"   |

### Etapa 6. Andorra la Vella - Manresa. 209,0 km
|   | Ciclista        | Equip               | Temps      |
| - | --------------- | ------------------- | ---------- |
| 1 | Danilo Barozzi  | Fútbol de Sobremesa | 5h 54' 40" |
| 2 | Francesc Massip | C.C. Barcelona      | + 42"      |
| 3 | Josep Serra     | Chalis-Bertola      | + 44"      |

|   | Ciclista        | Equip          | Temps       |
| - | --------------- | -------------- | ----------- |
| 1 | Antoni Gelabert | Chalis-Bertola | 23h 41' 57" |
| 2 | Bernardo Ruiz   | Chalis-Bertola | + 01' 30"   |
| 3 | Francesc Massip | C.C. Barcelona | + 01' 36"   |

### Etapa 7. Manresa - Figueres. 208,0 km
|   | Ciclista        | Equip               | Temps      |
| - | --------------- | ------------------- | ---------- |
| 1 | Antoni Gelabert | Chalis-Bertola      | 5h 58' 41" |
| 2 | Danilo Barozzi  | Fútbol de Sobremesa | m. t.      |
| 3 | Raoul Rémy      | Berkel              | m. t.      |

|   | Ciclista        | Equip          | Temps       |
| - | --------------- | -------------- | ----------- |
| 1 | Antoni Gelabert | Chalis-Bertola | 30h 41' 23" |
| 2 | Francesc Massip | C.C. Barcelona | + 04' 30"   |
| 3 | Raoul Rémy      | Berkel         | + 04' 37"   |

### Etapa 8. Figueres - Terrassa. 150,0 km
|   | Ciclista           | Equip          | Temps      |
| - | ------------------ | -------------- | ---------- |
| 1 | Dalmacio Langarica | Berkel         | 5h 24' 32" |
| 2 | Raoul Rémy         | Berkel         | + 01' 07"  |
| 3 | Bernardo Ruiz      | Chalis-Bertola | m. t.      |

|   | Ciclista        | Equip          | Temps       |
| - | --------------- | -------------- | ----------- |
| 1 | Antoni Gelabert | Chalis-Bertola | 36h 07' 02" |
| 2 | Raoul Rémy      | Berkel         | + 03' 57"   |
| 3 | Bernardo Ruiz   | Chalis-Bertola | + 04' 24"   |

### Etapa 9. Terrassa - Barcelona. 139,0 km
|   | Ciclista          | Equip               | Temps      |
| - | ----------------- | ------------------- | ---------- |
| 1 | Josep Serra       | Chalis-Bertola      | 3h 48' 54" |
| 2 | Antoni Gelabert   | Chalis-Bertola      | + 02' 03"  |
| 3 | Armando Peverelli | Fútbol de Sobremesa | m. t.      |

|   | Ciclista        | Equip          | Temps       |
| - | --------------- | -------------- | ----------- |
| 1 | Antoni Gelabert | Chalis-Bertola | 39h 56' 59" |
| 2 | Josep Serra     | Chalis-Bertola | + 03' 09"   |
| 3 | Francesc Massip | C.C. Barcelona | + 04' 56"   |

## Classificació final
| Pos. | Ciclista                 | Club                    | Temps       |
| ---- | ------------------------ | ----------------------- | ----------- |
| 1    | Antoni Gelabert (ESP)    | Chalis-Bertola          | 39h 56' 59" |
| 2    | Josep Serra (ESP)        | Chalis-Bertola          | + 03' 09"   |
| 3    | Francesc Masip (ESP)     | Club Ciclista Barcelona | + 04' 56"   |
| 4    | Raoul Rémy (FRA)         | Berkel                  | + 5' 13"    |
| 5    | Bernardo Ruiz (ESP)      | Chalis-Bertola          | + 5' 40"    |
| 6    | Danilo Barozzi (ITA)     | Fútbol de Sobremesa     | + 7' 42"    |
| 7    | Franco Fanti (ITA)       | Fútbol de Sobremesa     | + 12' 02"   |
| 8    | Armando Peverelli (ITA)  | Fútbol de Sobremesa     | + 12' 09"   |
| 9    | Dalmacio Langarica (ESP) | Berkel                  | + 17' 13"   |
| 10   | Andreu Trobat (ESP)      | Berkel                  | + 19' 26"   |

## Classificacions secundàries
| Pos. | Ciclista                 | Equip                   | Punts |
| ---- | ------------------------ | ----------------------- | ----- |
| 1    | Dalmacio Langarica (ESP) | Berkel                  | 24    |
| 2    | Antoni Gelabert (ESP)    | Chalis-Bertola          | 22    |
| 3    | Francesc Masip (ESP)     | Club Ciclista Barcelona | 21    |

| Pos. | Equip               | Temps        |
| ---- | ------------------- | ------------ |
| 1    | CC Chalis-Bertola   | 119h 59' 46" |
| 2    | Fútbol de Sobremesa | + 23' 04"    |
| 3    | Berkel              | + 43' 03"    |